# 欧曲
欧曲，是中国长江流域的一条河流，汇入金沙江左岸，属于金沙江水系。河长115千米，流域面积2920平方千米，年均流量33立方米每秒。自然落差1450米。水能理论蕴藏量14万千瓦。